# Zanoni Demettino Castro
Zanoni Demettino Castro (ur. 23 stycznia 1962 w Vitória da Conquista) – brazylijski duchowny katolicki, arcybiskup Feira de Santana od 2015.

## Życiorys
28 grudnia 1986 otrzymał święcenia kapłańskie i został inkardynowany do archidiecezji Vitória da Conquista. Pracował głównie jako duszpasterz parafialny, był także m.in. wykładowcą instytutu filozoficznego w rodzinnym mieście i instytutu teologicznego w Ilhéus oraz wikariuszem generalnym archidiecezji.
3 października 2007 papież Benedykt XVI mianował go biskupem diecezji São Mateus. Sakry biskupiej udzielił mu 24 listopada 2007 metropolita Mariany - arcybiskup Geraldo Lyrio Rocha.
3 grudnia 2014 papież Franciszek mianował go arcybiskupem koadiutorem archidiecezji Feira de Santana. Rządy w diecezji objął 18 listopada 2015, po przejściu na emeryturę poprzednika.